# HMS Havant (H32)
O HMS Havant foi um contratorpedeiro operado pela Marinha Real Britânica e a primeira embarcação da Classe Havant. Sua construção começou em março de 1938 na J. Samuel White e foi lançado ao mar em julho do ano seguinte como o CT Javary da Marinha do Brasil, porém foi comprado pela Marinha Real durante sua finalização e comissionado em dezembro de 1939. Era armado com três canhões de 120 milímetros e oito tubos de torpedo de 533 milímetros, tinha um deslocamento carregado de quase duas mil toneladas e alcançava uma velocidade máxima de 36 nós.
O Havant entrou em serviço no começo da Segunda Guerra Mundial e inicialmente foi designado para a escolta de comboios no Oceano Atlântico, mas foi transferido para a Frota Doméstica em abril de 1940 depois do início da Campanha da Noruega. Ele se envolveu apenas perifericamente nesta campanha, escoltando comboios de tropas para a ocupação da Islândia e Ilhas Faroe, bem como comboios para Narvik na Noruega. O Havant auxiliou na evacuação de Dunquerque no final de maio, mas foi danificado por um ataque aéreo alemão em 1º de junho e deliberadamente afundado.

## Características
O Havant tinha 98,5 metros de comprimento de fora a fora, boca de 10,1 metros e calado de 3,8 metros. Tinha um deslocamento padrão de 1 370 toneladas e um deslocamento carregado de 1 913 toneladas. Seu sistema de propulsão era composto por três caldeiras de tubos d'água Admiralty que alimentavam duas turbinas a vapor Parsons; a potência indicada era de 34 mil cavalos-vapor para uma velocidade máxima de 36 nós (67 quilômetros por hora). Podia carregar até 480 toneladas de óleo combustível, o que proporcionava uma autonomia de 5 530 milhas náuticas (10 240 quilômetros) a quinze nós (28 quilômetros por hora). Sua tripulação era composta por 145 oficiais e marinheiros.
Foi projetado com uma bateria de quatro canhões Marco IX calibre 45 de 120 milímetros em montagens únicas, mas a última arma precisou ser removida para compensar o aumento do número de cargas de profundidade. A defesa antiaérea tinha oito metralhadoras Vickers Marco III de 12,7 milímetros em duas montagens quádruplas Marco I. Também era equipado com oito tubos de torpedo de 533 milímetros montados em dois lançadores quádruplos. Foi projetado para ter um trilho de cargas de profundidade e dois lançadores, mas durante a equipagem estes números cresceram para três e oito, respectivamente. O carregamento de cargas de profundidade foi aumentado de vinte para 110.

## Carreira
O CT Javary foi encomendado em 8 de dezembro de 1937 pela Marinha do Brasil dos estaleiros da J. Samuel White em Cowes. Seu batimento de quilha ocorreu em 30 de março de 1938 e foi lançado ao mar em 17 de julho de 1939. A Segunda Guerra Mundial começou em 1º de setembro e o navio foi comprado pela Marinha Real Britânica quatro dias depois, sendo renomado para HMS Havant. Foi comissionado em 19 de dezembro e chegou em Portland em 8 de janeiro de 1940. Foi designado para a 9ª Flotilha de Contratorpedeiros do Comando das Aproximações Ocidentais em Plymouth e fez uma varredura antissubmarina infrutífera entre 4 e 9 de fevereiro junto com os contratorpedeiros HMS Ardent e HMS Whitshed. Equipamentos de desmagnetização foram instalados e pequenos reparos feitos em março.
O Havant estava à caminho de Greenock em 7 de abril para escoltar um comboio para Gibraltar quando foi transferido para a Frota Doméstica, resultado da iminente invasão alemã da Noruega. Escoltou em 13 de abril o cruzador pesado HMS Suffolk junto com seu irmão HMS Hesperus enquanto o Suffolk transportava Fuzileiros Reais para ocuparem as Ilhas Faroe. Depois disso escoltou comboios para Narvik na Noruega até 7 de maio. Uma semana depois escoltou os transatlânticos RMS Lancastria e RMS Franconia enquanto transportavam tropas para a ocupação da Islândia.
O Havant ajudou na evacuação de Dunquerque em 29 de maio e resgatou 2,3 mil homens até 1º de junho. Naquela manhã embarcou quinhentos soldados e então parou junto do contratorpedeiro HMS Ivanhoe, que tinha sido incapacitado por bombardeiros de mergulho. Todas as tropas e feridos do Ivanhoe foram embarcados e o Havant partiu para Dover sob ataques aéreos. Foi atingido pouco depois por duas bombas que detonaram na sua sala de máquinas, com uma terceira explodindo embaixo do casco. Oito tripulantes morreram e 25 ficaram feridos, com outros 25 soldados também sendo mortos. O navio ficou seriamente danificado e precisou ser afundado pelo draga-minas HMS Saltash depois de uma tentativa de reboque ter falhado.